# Mike Kelley
Mike Kelley (Wayne (Michigan), 27 oktober 1954 – South Pasadena (Californië), 31 januari 2012) was een  Amerikaanse kunstenaar wiens werk bestond uit gevonden voorwerpen, tekeningen, assemblage, collage, performance, fotografie, geluid en video. Hij werkte samen met vele andere kunstenaars en muzikanten; en liet een formidabele hoeveelheid kritisch en creatief schrijven na. Kelley werd bekend om zijn werk met samengebonden knuffels. Hij bracht samen met figuren als Martin Kippenberger en Rosemarie Trockel het postmoderne in de beeldende kunst.

## Toelichting
Kelley werd gevormd door het werk van kunstenaar John Baldessari. Hij beoefende verschillende kunstvormen zoals figuratieve tekeningen, assemblage, collage, performance, installaties en videokunst. Hij maakte een tijdlang deel uit van de band Destroy All Monsters. Hij ontwierp de cover van het album Dirty voor Sonic Youth. De kunstenaar raakte bekend met zijn werk van samengebonden knuffels gebaseerd op jeugdherinneringen en exposeerde in gerenommeerde kunstgalerijen zoals de Gagosian Gallery. Hij probeerde de grenzen tussen hoge en lage kunst te doorbreken.
Kelley werkte samen met kunstenaars als Paul McCarthy, Tony Oursler en John Miller.

Kelley exposeerde in het SMAK en het Muhka en in 1998 op de Poëziezomer van Watou. Hij maakte een blijvende indruk met de reconstructiemaquettes van alle door hem bezochte scholen en academies in het Brusselse Wiels.
Ten tijde van zijn overlijden werkte Kelley met gast-curator Eva Meyer-Hermann aan een retrospectief in het Stedelijk Museum van Amsterdam, dat zou worden getoond bij de heropening van het museum in 2012.
Op 14 december 2012 is het langverwachte, grote retrospectief van Mike Kelley geopend.